# NGC 6634
NGC 6634 – prawdopodobnie grupa około czterech gwiazd (asteryzm) znajdująca się w gwiazdozbiorze Strzelca. Odkrył ją Nicolas Louis de Lacaille w 1751 roku. Wiele źródeł (np. NASA/IPAC Extragalactic Database) podaje, że de Lacaille w rzeczywistości obserwował gromadę Messier 69, oznaczałoby to jednak, że popełnił spory błąd w pozycji (1° w deklinacji). Obecnie uważa się, że bardziej prawdopodobna jest wersja, iż zaobserwował grupę około czterech gwiazd w podanej przez niego pozycji. Przez mały teleskop o średnicy 0,5 cala jakiego używał, mogło się wydawać, że to pojedynczy rozmyty obiekt typu mgławicowego.